# Carl Philip Sack (1784–1871)

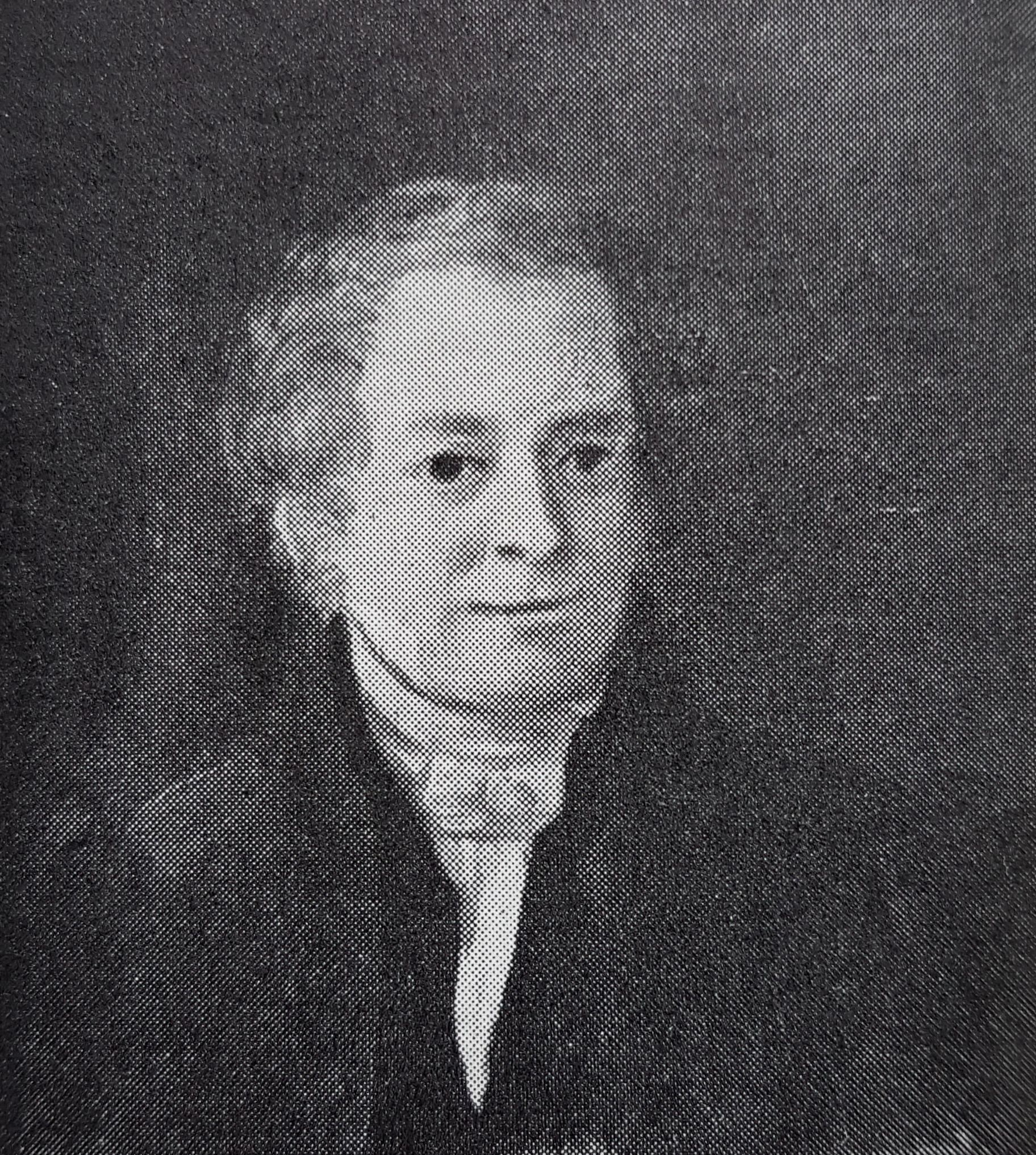
Carl Philip Sack, porträtterad av Carl Stefan Bennet.

Carl Philip Sack, född den 26 februari 1784 i Malmö, död den 3 januari 1871 i Mariefred, var en svensk militär, friherre och tecknare.
Han var son till Johan Gabriel Sack och Christina Charlotta Thott samt från 1828 gift med friherrinnan Jacquette Vilhelmina  Bennet. Sack sökte sig i unga år till armen för att utbilda sig till officer men begärde avsked redan 1802. Han bosatte sig på gården Bergshammar i Fogdö socken som han i egenskap av fideikommissarie övertog 1830. Hans kända bevarade konstnärliga produktion är av begränsad omfattning och består av en målning med en jakthund samt ett 10-tal lavyrer över ceremonier vid ett bondbröllop utfört omkring 1820.